# Mechanický pohyb
Mechanický pohyb je druh pohybu, při kterém se mění poloha vzhledem k jiným tělesům. Pohyb tělesa vždy popisujeme ve vztahu k jinému tělesu (v takzvané vztažné soustavě). Mechanický pohyb je předmětem zkoumání jednoho z nejstarších fyzikálních oborů – mechaniky. Zvláštním typem pohybu je klid. Obecně platí, že těleso zůstává v klidu nebo rovnoměrném přímočarém pohybu, právě když je výslednice sil na něj působících nulová.
Rozlišujeme několik typů mechanického pohybu:
- přímočarý pohyb
  - posuvný pohyb
- křivočarý pohyb
  - šroubový pohyb
  - pohyb po kružnici
    - rovnoměrný pohyb po kružnici
    - nerovnoměrný pohyb po kružnici

  - otáčivý pohyb, otáčení, (rotace)
  - valivý pohyb
  - smykový pohyb